# Де Гаус, Ладислао
Ладислао Де Гаус (итал. Ladislao de Gauss; 1901, Будапешт — 1970, Триест) — хорватский и итальянский художник.

## Биография
Учился в Венгерской академии изящных искусств. В 1930-е годы жил в Риеке, где входил в местную группу художников-авангардистов (Р. Венуччи и др.) и участвовал в групповых выставках. В 1936 году был участником Венецианской биеннале. В 1942 году женился на дочери скульптора Альфонсо Канчиани и перебрался в Триест, где преподавал в Istituto statale d’arte.
Писал пейзажи Риеки и Истрии, натюрморты и портреты, помимо этого известен как фотограф и художник-иллюстратор.
Работы хранятся в Музее современного искусства (Риека), картинной галерее Квиринальского дворца (Рим), Национальной галерее Словении и др.

## Выставки
- 1925 Mostra nazionale d’arte marinara, Рим
- 1927 Mostra nazionale d’arte marinara, Рим
- 1927 Circolo Artistico di Trieste
- 1936 Венецианская биеннале
- 1943 Триест
- 1944 Франкфурт
- 1945 Гамбург
- 1946 Осло
- 1954 Буэнос—Айрес